# 7e régiment de spahis algériens
Le 7e régiment de spahis algériens (7e RSA), unité de cavalerie de l'armée d'Afrique, est une formation de spahis créée en 1915 et dissoute en 1962.

## Création et différentes dénominations
- 1914 : Création du 2e régiment de marche de spahis algériens[1]
- 1915 : devient le 7e régiment de spahis algériens[1]
- 1917 : Dissous[1]
- 1921 : recréation du 7e régiment de spahis algériens[1]
- 1940 : capture du régiment[2]
- 1943 : nouvelle formation comme 7e régiment de spahis algériens de souveraineté (7e RSAS)[2] puis

7e régiment de spahis algériens
- 1948 : devient 7e groupe d'escadrons de spahis algériens (7e GESA)[2]
- 1954 : devient 7e escadron de spahis algériens (7e ESA)[2]
- 1958 : devient 7e escadron de spahis (7e ES)[2]
- 1962 : Dissous[3]

## Chefs de corps
- 1948 - 1953 : lieutenant-colonel de Chabot[4]
- 1953 - 1954 : lieutenant-colonel de Dompsure[4]
- 1955 - 1956 : chef d'escadrons de Chasteignier[4]
- 1956 - 1958 : chef d'escadrons Terrier[4]
- 1958 - 1960 : chef d'escadrons de Fombelle[4]
- 1960 - 1962 : chef d'escadrons Guyot[4]

## Historique des garnisons, combats et batailles du7erégiment de spahis algériens

### Première Guerre mondiale
En 1914 le 2e régiment de marche de spahis algériens est créé. Il devient le 7e régiment de spahis algériens en 1915. 
Le régiment est dissout en 1917.

### Entre-deux-guerres

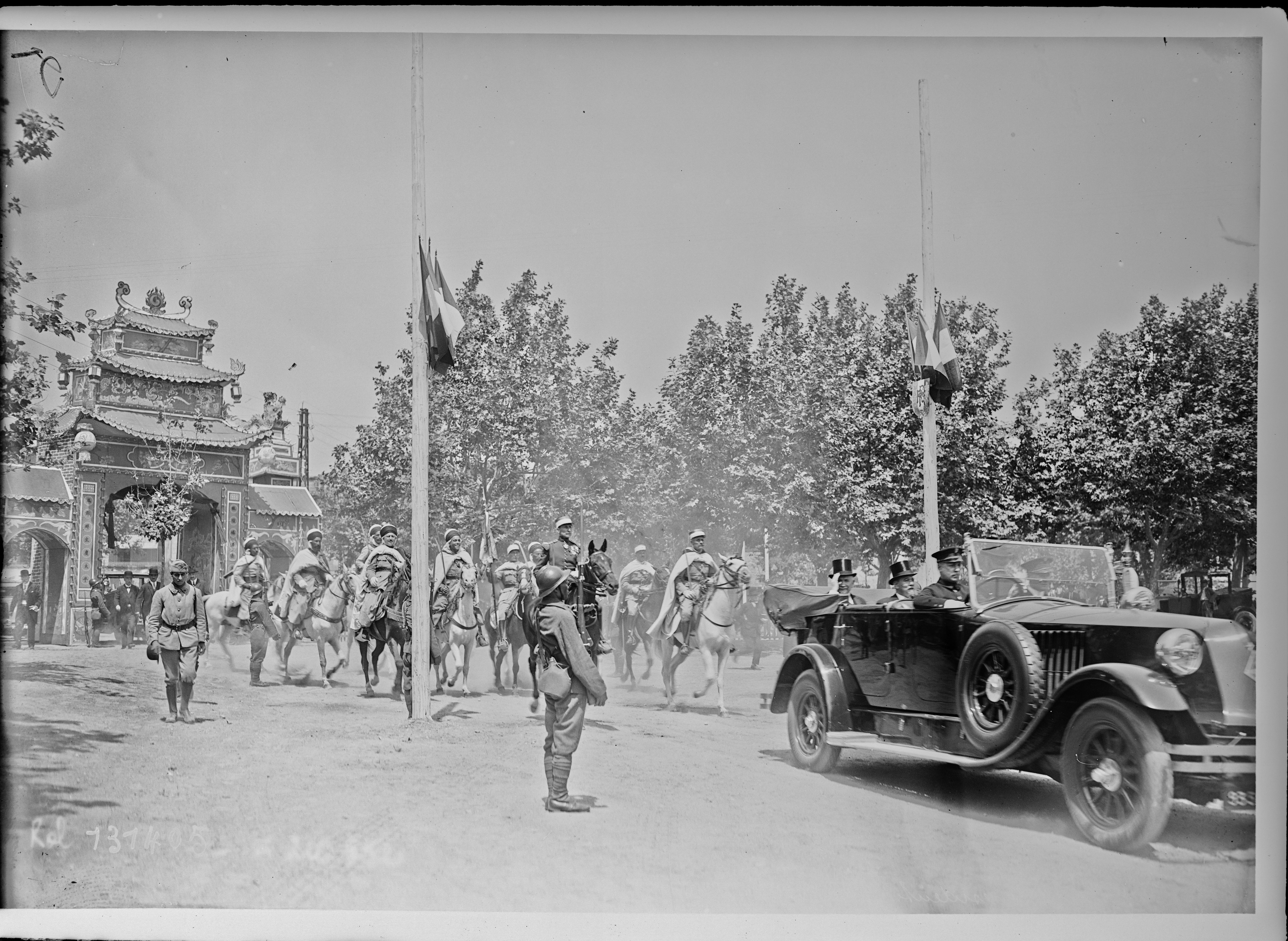
Spahis du 7e RSA suivant l'automobile du président Doumergue à Carcassonne le 22/7/1928.

Le 7e régiment de spahis algériens (7e RSA) est recréé en 1921 à Taza (Maroc)[réf. à confirmer]. Le capitaine Henri de Bournazel y sert au sein du 2e escadron en 1921. 
En 1923, le régiment est remis sur pied à Orange par les 3e et le 4e escadrons après que les deux premiers escadrons ont rejoint le 2e RSA. Le 7e RSA repart au Maroc et participe à la campagne du Rif en 1925-1926[réf. à confirmer].
Il retourne ensuite en garnison à Orange puis rejoint Montauban en octobre 1936.
Le 7e régiment de spahis est en garnison à Montauban en janvier 1939, quand il est requis pour appliquer le plan de barrage dans les Pyrénées-Orientales. Ce plan vise à empêcher les militaires de l’armée populaire de la République espagnole, vaincue par les rebelles franquistes, en pleine Retirada, de passer en France. L’interdiction d’entrer est levée du 5 au 9 février.

### Seconde Guerre mondiale

#### En 1939-1940

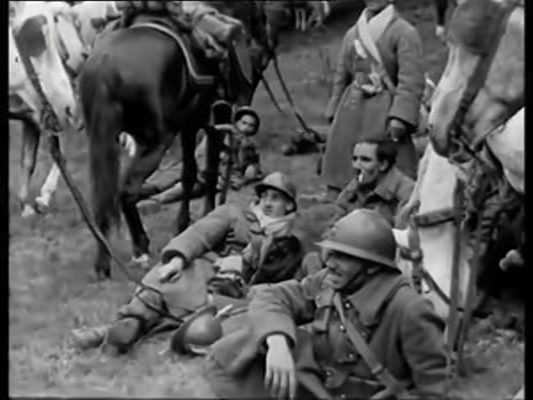
Cavaliers du 7e RSA internés en Suisse en juin 1940.

Au début de la Seconde Guerre mondiale, le régiment constitue avec le 9e RSA la 2e brigade de spahis. Durant l'hiver 1939-1940, cette brigade assure la surveillance d'une zone qui s'étend de la frontière suisse à la région de Dannemarie et Altkirch. Au mois de juin 1940, il gagne le Doubs pour freiner la progression allemande à l'est de Besançon. Ainsi, entre le 14 et le 18, la brigade résiste devant Maîche, Damprichard et Vercel malgré un armement dérisoire[réf. nécessaire].
À court de munitions, la brigade est contrainte de déposer les armes le 18 juin à 18 heures. Elle reçoit les honneurs de la guerre de la part de leurs adversaires et les officiers peuvent conserver leur sabre[réf. nécessaire]. Quelques éléments du 7e RSA parviennent cependant à gagner la Suisse,,.

#### Nouvelle formation et campagne d'Allemagne
Le régiment est recréé en 1943 comme 7e régiment de spahis algériens de souveraineté.
En octobre 1943, la 1re brigade de spahis à cheval est reformée en Afrique du Nord avec le 7e RSA et le 5e RSM. En septembre 1944, cette brigade arrive en France et rétablit l'ordre républicain dans la région toulousaine,. 
En hiver, elle est envoyée en Alsace dans la région de Huningue-Mulhouse et atteint le Rhin à Chalampé le 9 février 1945 après une belle manœuvre de débordement à cheval. Elle perd toutefois son chef de corps, le colonel Winsback, près de Mulhouse,. Par la suite, elle nettoie la Forêt Noire et atteint finalement le col de l'Arlberg. La brigade était la dernière unité de cavalerie française engagée à cheval en Europe.

### De 1945 à nos jours

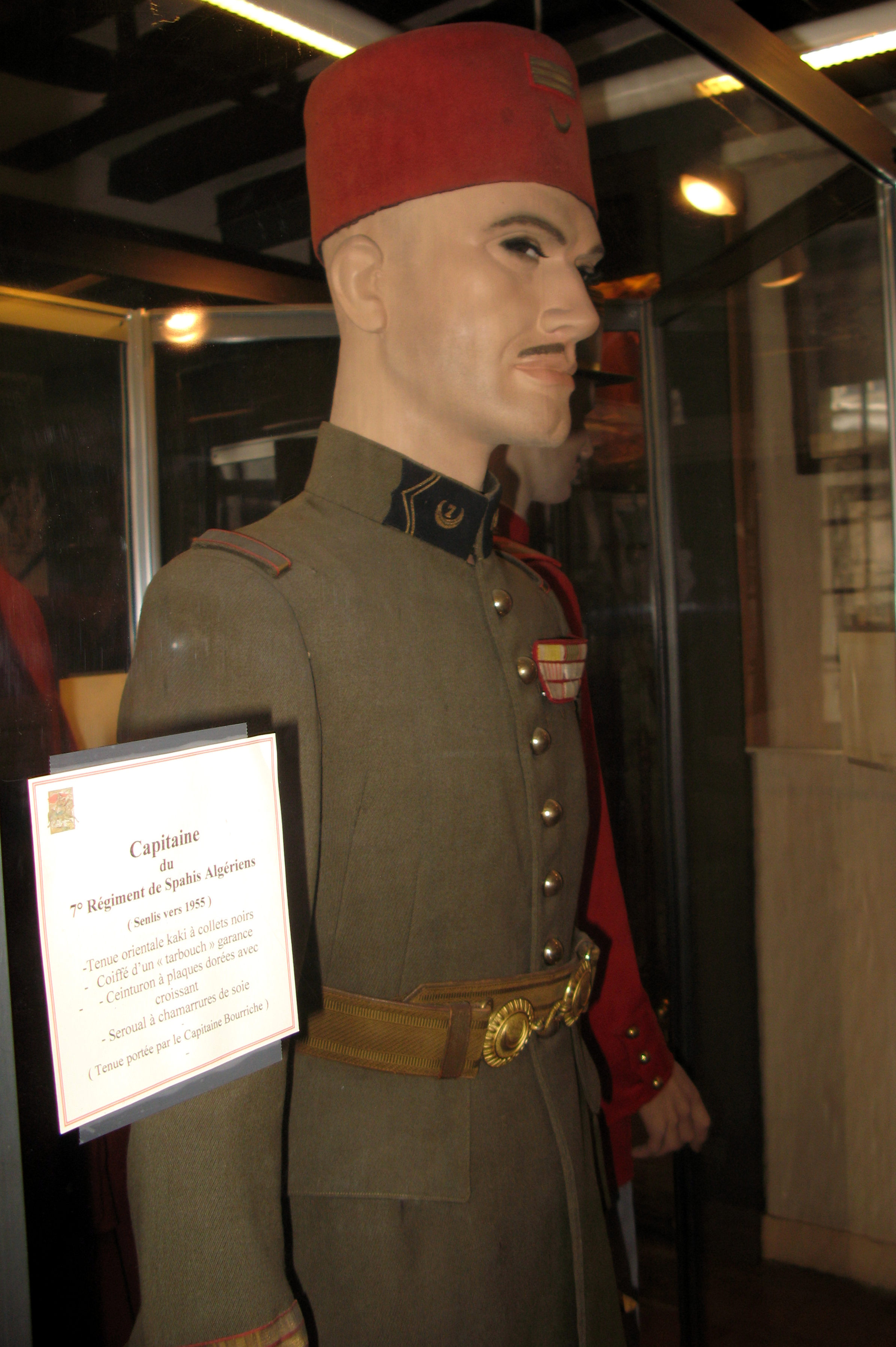
Tenue d'un capitaine du 7e spahis algériens telle que portée à Senlis vers 1955.

La brigade est dissoute en 1946. Elle laisse place à deux groupes d'escadrons autonomes algéro-marocains (GEASAM) composés chacun d'un escadron du 7e RSA et du 5e RSM, stationnés à Senlis et Baden-Baden. En juillet 1947, le 2e GEASAM met sur pied un escadron autonome de marche de spahis algériens qui part pour Madagascar.

Dès 1948, le deuxième groupe prend le nom de 7e groupe d'escadrons de spahis algériens (7e GESA) en regroupant les deux escadrons algériens à Senlis. Le 7e GESA, constitué de deux escadrons de fusiliers et un escadron hors-rang, a une fonction de représentation et de propagande, participant avec ses chevaux à de nombreuses cérémonies. Les spahis sont cependant entraînés à opérer à pied, à cheval ou portés sur camions.

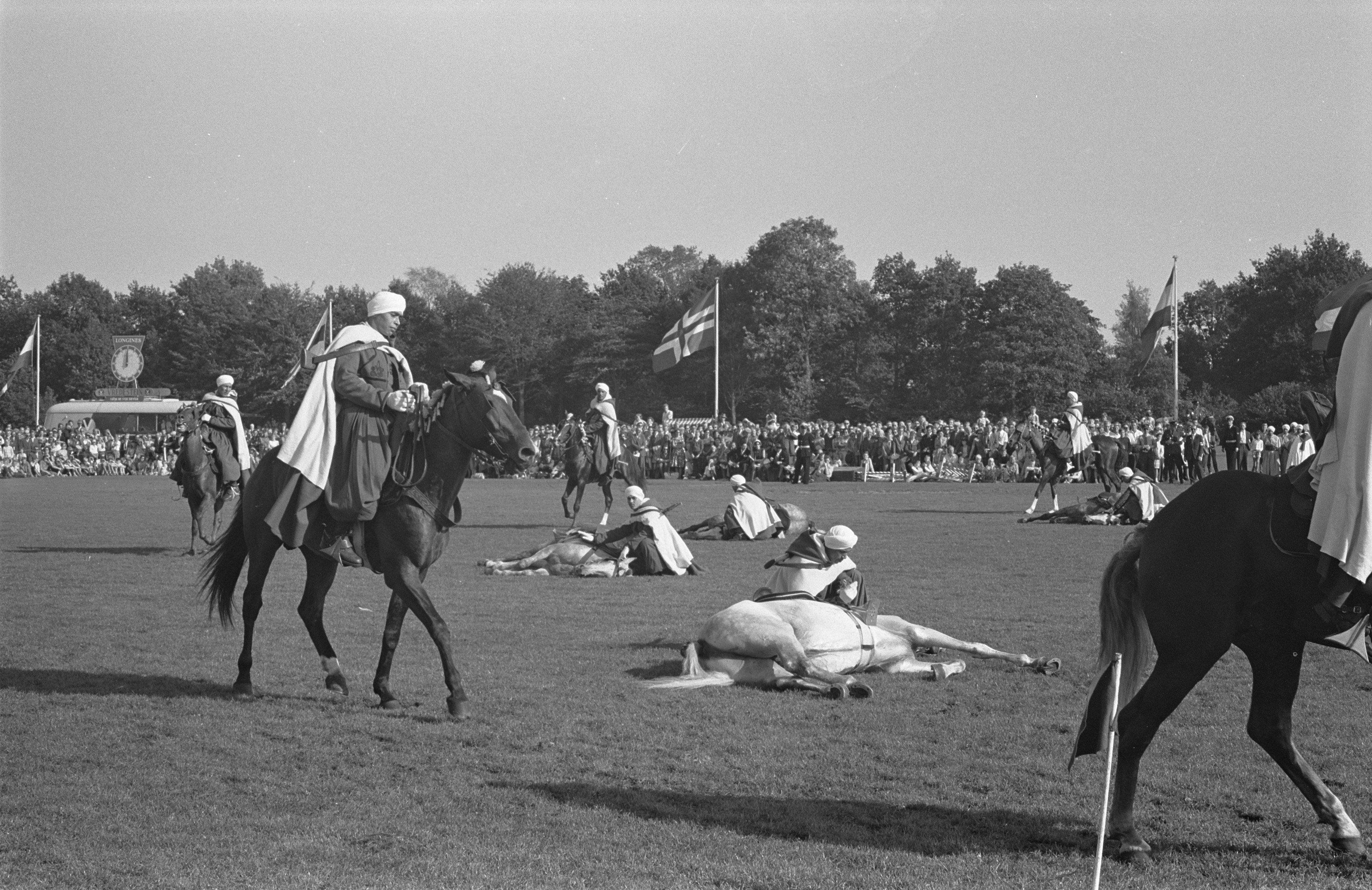
Démonstration du 7e spahis à Groningue (Pays-Bas) en 1961.

De janvier à juin 1952, le groupe part maintenir l'ordre colonial en Tunisie puis y retourne pendant l'été 1954.
Ayant laissé un escadron en Tunisie, l'unité devient le 1er décembre 1954 simple escadron monté (7e escadron de spahis algériens), servant comme garde d'honneur. Il est renommé 7e escadron de spahis en 1958 avant d'être dissous en 1962.

## Insignes

### Insigne au spahi sautant
L'insigne du régiment de spahis algériens, conçu dans les années 1930, présente un spahis à cheval sautant à travers un croissant doré. Le croissant porte en arabe la devise Par Dieu nous vaincrons. Le cheval a les naseaux fumants et le cavalier porte un écu noir portant le chiffre 7 et deux soutaches dorées. Cet insigne est repris par le 7e GESA en 1947.
Le 7e escadron reprend cet insigne en supprimant la fumée sortant des naseaux du cheval et en redessinant l'écu au chiffre 7 pour qu'il ressemble plus à une patte de col.

### Insigne de 1945
En 1945, le régiment fait réaliser un insigne en aluminium peint, présentant un burnous rouge chargé d'un sabre, d'une croix de Lorraine et du chiffre 7 inscrit dans un croissant jaune.

## Inscription sur l'étendard
Il porte, cousues en lettres d'or dans ses plis, les inscriptions suivantes :
- Maroc 1925-1926

## Décorations
- Croix de guerre 1939-1945 avec une étoile vermeil[16] ;
- Croix de guerre polonaise avec citation à l'ordre de la division[16].